# Vicolo dei Vascellari
Vicolo dei Vascellari är en gränd i Trastevere i Rom. Gränden löper från Via dei Vascellari till Via Pietro Peretti. Vicolo dei Vascellari uppges vara den smalaste gränden i Rom, endast 130 centimeter bred. Vicolo dei Vascellari är uppkallad efter keramikhandlarnas skrå, Università dei Vascellari.

## Bilder
| - Vicolo dei Vascellari (vid den röda pilen) på Giovanni Battista Nollis karta över Rom från år 1748. |